# Chi Bòng bong
Chi Bòng bong (danh pháp khoa học: Lygodium) là chi thực vật của khoảng 40 loài dương xỉ, chúng phân bổ chủ yếu ở vùng nhiệt đới trên toàn thế giới bên cạnh một số loài phân bổ vùng ôn đới của Đông Á và Đông Bắc Mỹ. Đây là chi duy nhất trong họ Lygodiaceae, mặc dù có một số ý kiến xếp chúng vào họ Schizaeaceae.
Danh pháp khoa học của chi Lygodium có nguồn gốc từ tiếng Hy Lạp cổ lugooidès (linh hoạt).
Chúng là những loài thân leo trong đó có nhiều loài leo bằng lá. Thân có thể dài từ 3–12 m. Các loài trong chi này có số lượng nhiễm sắc thể cơ bản là n= 28, 29, 30.

## Các loài[2]
- Lygodium altum (Clarke) Alderw. 1909
- Lygodium articulatum A.Rich. 1832 – New Zealand (North Island).[3]
- Lygodium auriculatum (Willd.) Alston 1959
- Lygodium boivinii Kuhn 1868
- Lygodium borneense Alderw. 1915
- Lygodium circinatum (Burm.fil.) Sw. 1806 – Tropical Asia and Australasia.
- ?Lygodium conforme – China.
- Lygodium cubense Kunth 1815 – Cuba, Hispaniola.
- ?Lygodium digitatum – China.
- Lygodium dimorphum Copel. 1911
- Lygodium flexuosum (L.) Sw. 1801 – Southern China south to northern Australasia, Kerala(South India).
- Lygodium heterodoxum Kunze 1849
- Lygodium hians E.Fourn. 1873
- Lygodium japonicum (Thunb.) Sw. 1801 – Japanese climbing fern. Eastern Asia south to northern Australia.
- Lygodium kerstenii Kuhn 1867
- Lygodium lanceolatum Desv. 1811
- Lygodium longifolium (Willd.) Sw. 1803
- Lygodium merrillii Copel. 1907
- Lygodium microphyllum (Cav.) R. Br. 1810 – Old World climbing fern. Africa, south Asia and Australia.
- ?Lygodium microstachyum – China.
- Lygodium oligostachyum (Willd.) Desv. 1827
- Lygodium palmatum (Bernh.) Swartz  1806 – American climbing fern. Eastern United States (rare, confined to acid soils).
- Lygodium polystachyum Wall. ex Moore 1859 – China.
- Lygodium radiatum Prantl 1881
- Lygodium reticulatum Schkuhr 1809 – Australia, Polynesia.
- Lygodium salicifolium Presl 1845 – Southern China south to northern Australasia.
- ?Lygodium subareolatum – China.
- Lygodium smithianum Presl 1845
- Lygodium trifurcatum Baker 1868 – Tropical southeast Asia south to northern Australasia.
- Lygodium venustum Sw. 1803
- Lygodium versteeghii Christ 1909 – Tropical southeast Asia south to northern Australasia.
- Lygodium volubile Sw. 1803 – Northern South America, Central America, Caribbean.
- Lygodium yunnanense Ching 1959 – Southern China.
- L. ×fayae Jermy & Walker 1985
- L. ×lancetillanum Gómez 1980

## Hình ảnh

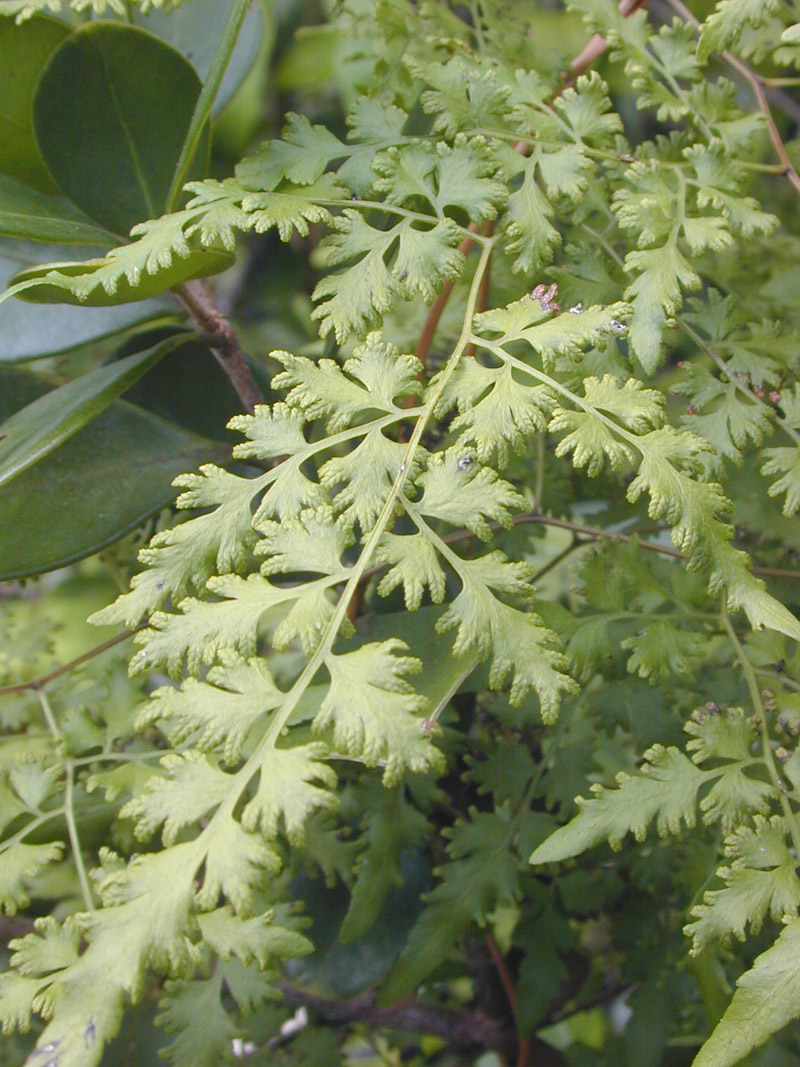
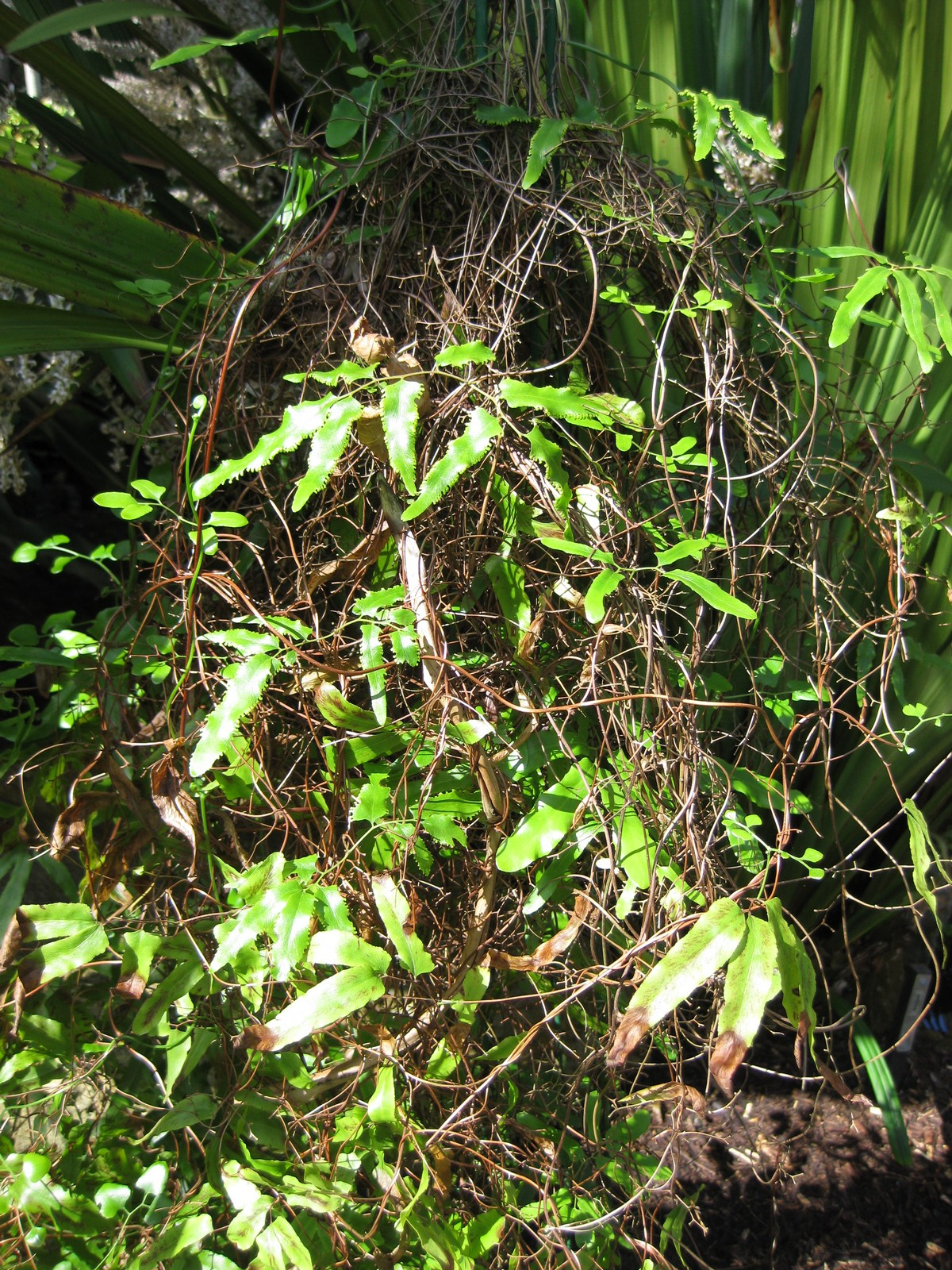
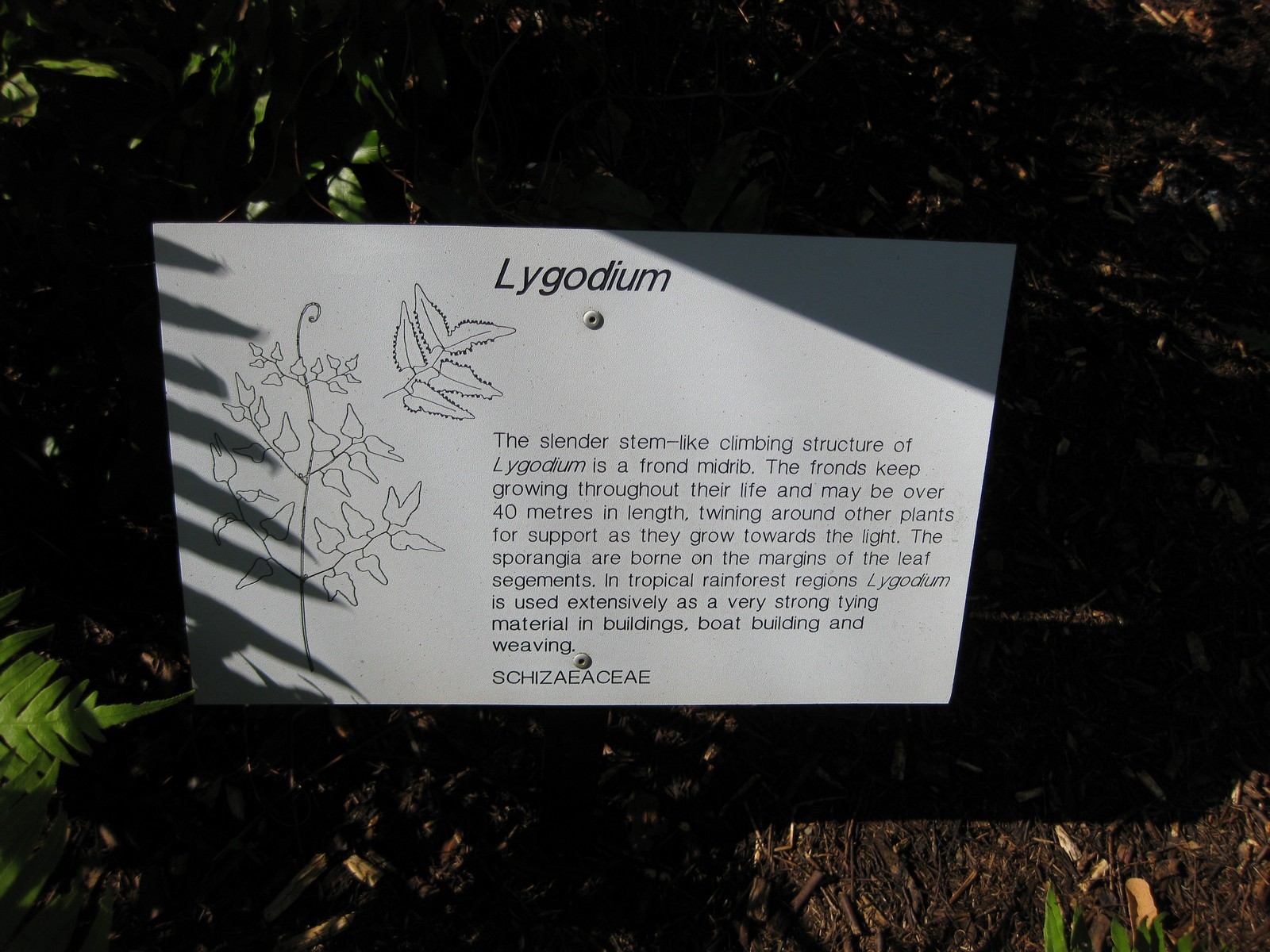
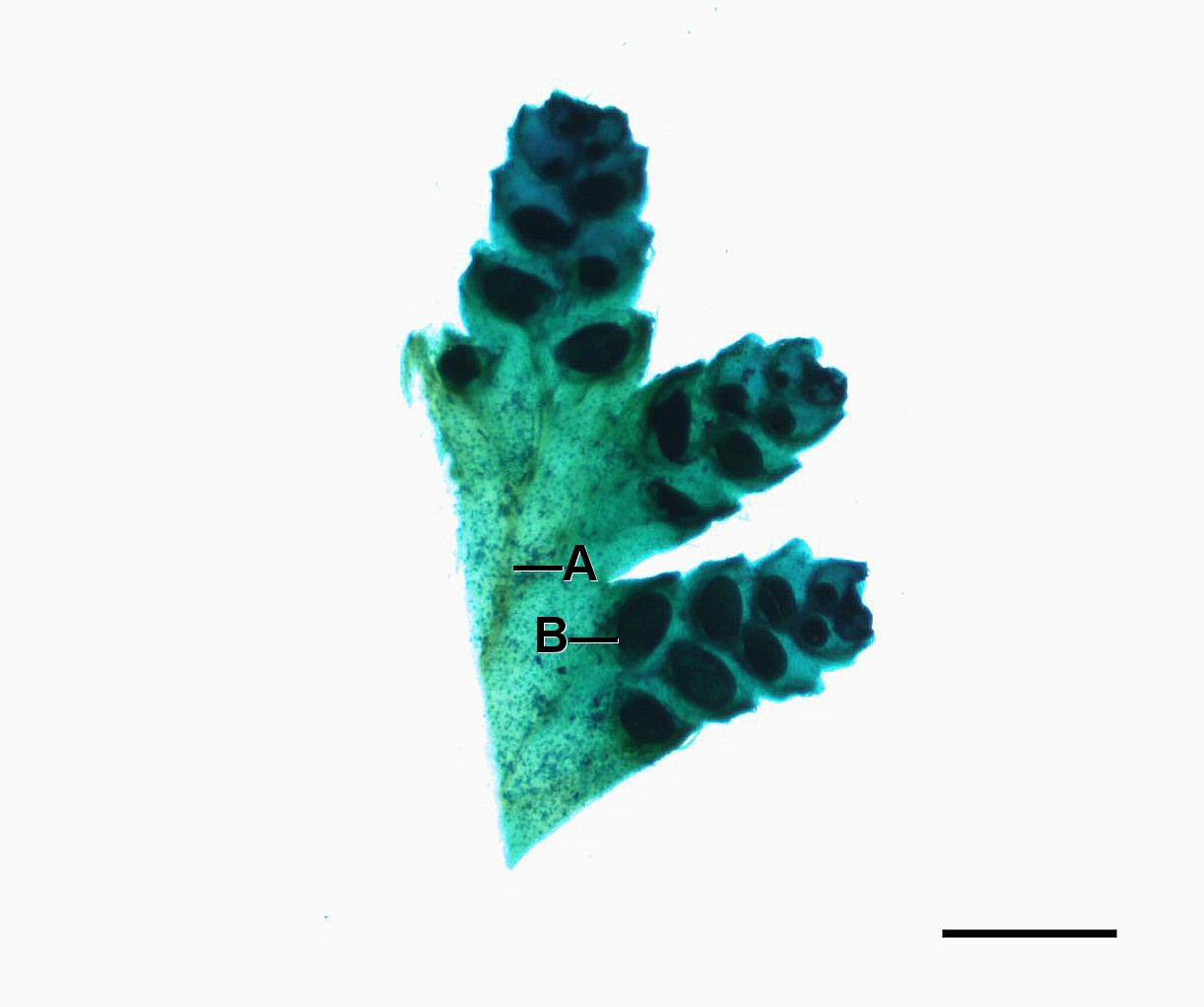
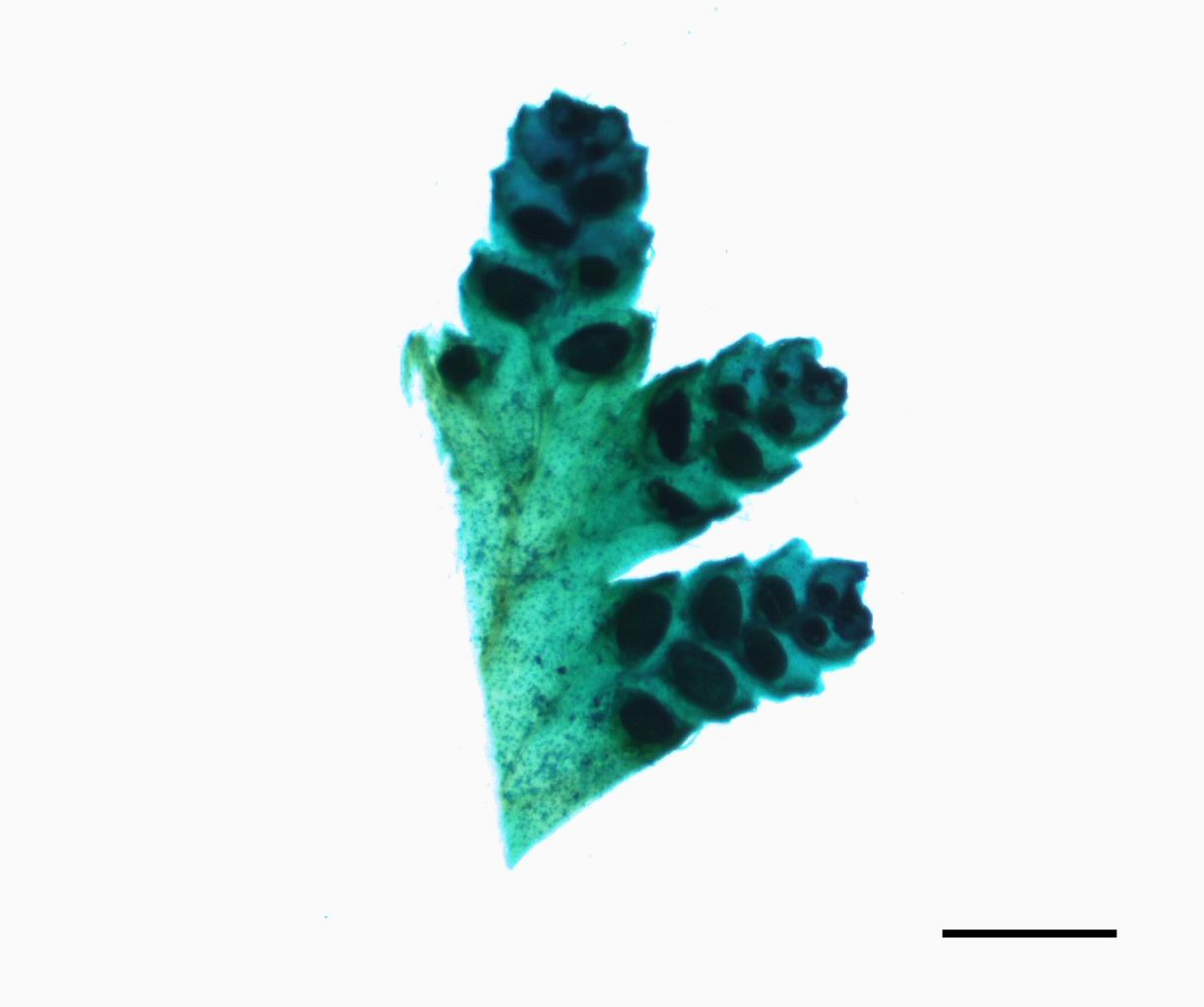
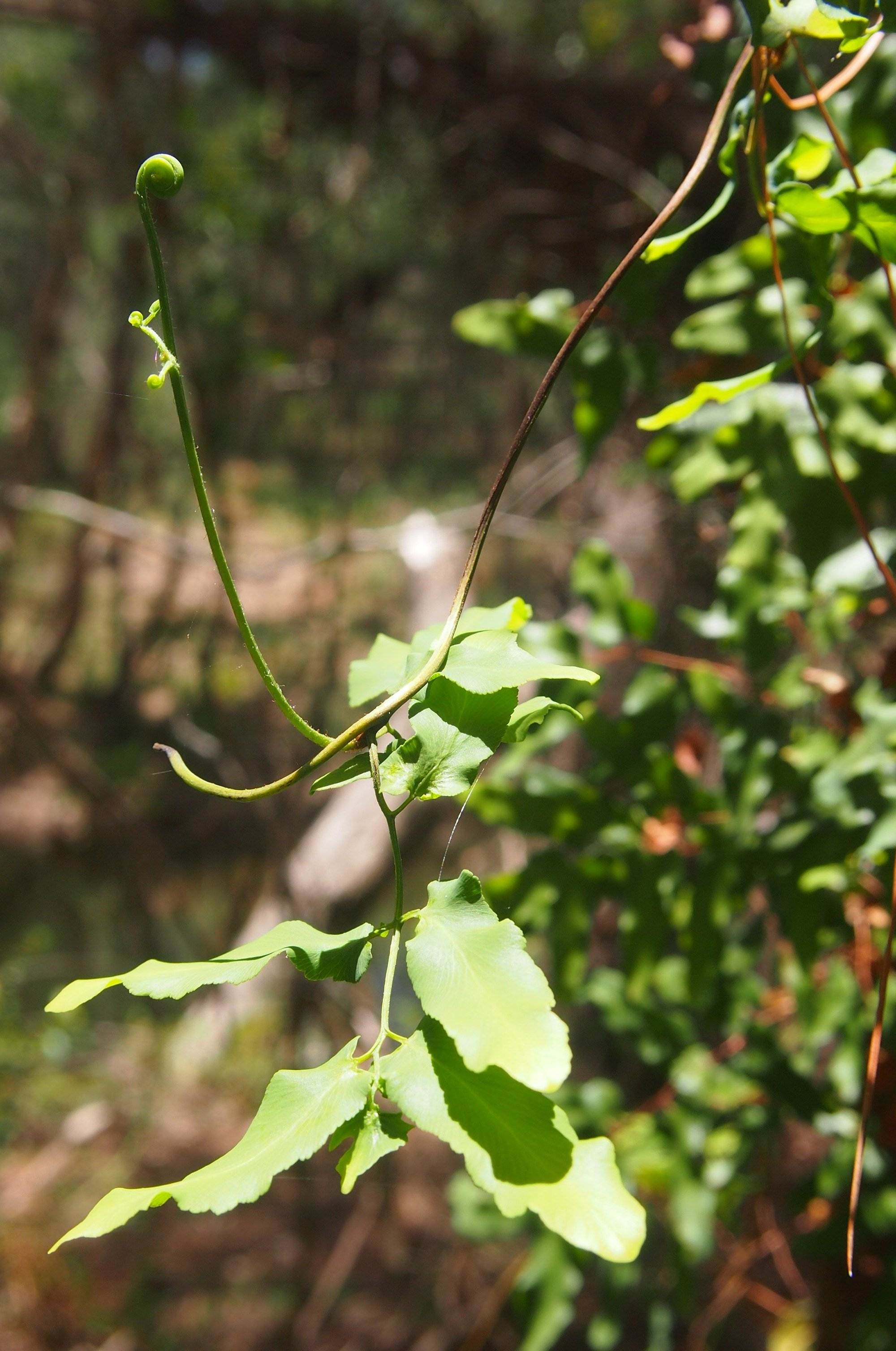